# Odgovornost
Reč „odgovornost” dolazi od reči „odgovarati”, to jest „govoriti”, što pretpostavlja da je odgovorna osoba ona koja treba da odgovori na neko prethodno postavljeno pitanje. Odgovornost se može razumeti kao polaganje računa pojedinaca ili grupe ljudi o svojim postupcima drugim pojedincima, odnosno grupama ljudi ili celoj društvenoj zajednici.
U slučaju da ti postupci nisu u skladu sa društvenim pravilima ponašanja, trpeće posledice društvene osude zbog takvih postupaka.
Tako, na primer, ako neka grupa ljudi nešto radi, osoba koja bi želela da zaustavi te radove treba da ih pita: „Ko je odgovoran?”, jer će tako saznati ko je vođa grupe sa kojim može da razgovara ili pregovara. 
Odgovornost pozitivno utiče na starije osobe. Neke studije sugerišu da uspešnije starenje – mereno smanjenjem mortaliteta, morbiditeta i psihičkih invaliditeta – nastaje kada pojedinac oseti osećaj korisnosti i svrhe, što se podstiče efektima povećane lične odgovornosti.

## Istorija
Pojam odgovornost (eng. accountability) potiče od Latinske reči accomptare, što u prevodu znači “na račun” i prefiksnog oblika computare koji se može prevesti kao “računati”. Sa tim je u vezi sam koncept davanja računa iliti aktivnosti vođenja evidencije u vezi sa sistemima upravljanja i pozajmljivanja novca, koji se razvio još u davnim vremenima (drevni Egipat, Vavilon i Grčka). U drugim jezicima koren reči za odgovornost upućuje na istu mentalnu sliku. Odgovornost prema samom značenju reći jeste stanje u kojem postoji odgovor iliti gde se vodi računa o tome šta je urađeno.

## Primena danas
Pojam odgovornosti podrazumeva svestan odnos čoveka prema društvenim vrednostima koje poseduje svako društvo i bez kojih ono, kao organizovana ljudska  zajednica,  ne može postojati.
To dalje znači da odgovornost može postojati samo ako postoje određena  pravila ponašanja. Stoga čovek može biti pozvan na odgovornost samo za ona svesna i voljna ponašanja koja nisu u skladu sa društvenim normama i pravilima ponašanja. Ova odgovornost podrazumeva dva subjekta, onog subjekta koji odgovara za nepoštovanje pravila ponašanja, i onog pred kojim se odgovara i koji izriče i primenjuje sankciju.
Da bismo bolje razumeli odgovornost treba da znamo da je pojam odgovornosti izveden iz jednog nadređenog pojma, a to je pojam dužnosti. Kada neko preuzme neku dužnost, postaje odgovoran za to kako je vrši. Ukoliko neko dobro obavlja svoju dužnost tada za to postaje zaslužan, a ako to ne radi dobro – tada postaje kriv. Tako se uspostavlja logički sled: dužnost – vršenje dužnosti – odgovornost – krivica ili zasluga. Kod razmatranja nečije krivice uvek se polazi od toga kakvu je dužnost osoba imala u datoj situaciji. Preuzeti na sebe dužnost podrazumeva i obećanje da ce čovek u slučaju neispunjenja te dužnosti spremno prihvatiti neke negativne posledice po sebe, ili će nešto učiniti da se problem reši, odnosno "odgovaraće". Osobe koje nisu bile odgovorne za nešto ne mogu da budu ni krive za to. 

### Tipovi i vrste
Odgovornost se pojavljuje u nekoliko oblika pri čemu svaki od njih ima drugačije dejstvo na subjekta odgovornosti. Iako ovi oblici imaju različito dejstvo, oni se na nekim mestima prepliću i neki od oblika imaju dosta sličnosti pa ih je teško razlikovati. 
Odgovornost, kao jedan od aspekata upravljanja je centralna diskusija koja se odnosi na probleme u javnom sektoru, neprofitnom sektoru, privatnom kao i u individualnom kontekstu. U pogledu rukovodilaca, pojam odgovornost odnosi se na priznavanje i preuzimanje odgovornosti za radnje, proizvode, odluke i politike uključujući administraciju, upravljanje i implementaciju u okviru uloge ili položaja zaposlenog i obuhvata obavezu prijavljivanja, objašnjenja i odgovornosti za rezultirajuće posledice.
1. Politička odgovornost odnosi se na odgovornost izvršne vlasti, javne službe i političara prema građanima, kao i parlamentu. Ona može imati dva oblika, kao politička odgovornost vlasti prema građanima kao i politička odgovornost egzekutive pred legislativom. Prvi oblik se u praksi često dovodi u pitanje. Politička obećanja nosioca izvršne vlasti često bivaju neispunjena i ostaju samo na obećanjima.  Što se tiče drugog oblika, političke odgovornosti izvršne vlasti pred zakonodavnom, moramo uzeti u obzir faktor ko je u sastavu zakonodavnog organa. Ukoliko u skupštini dominira vladajuća stranka, male je šansa da će doći do izglasavanja nepoverenja vladi.
2. Etička odgovornost (ili moralna odgovornost) odnosi se na praksu i principe koji su ustanovljeni i imaju za cilj da poboljšaju standard individualnog i grupnog ponašanja. Etička odgovornost ima sve važniju ulogu u akademskim oblastima kao što su laboratorijski eksperimenti i terenska istraživanja. Odgovornost je povezana sa pažljivim razmatranje i otvorenim oblikovanjem rada. Ona se ispoljava u svesnom osećaju dužnosti da se u svakom slučaju prema drugom postupi časno i pošteno, isto onako kako bi se postupilo prema samom sebi i sopstvenim interesovanjima.
3. Administrativna odgovornost odnosi se na odgovornost službenika u državnoj upravi. U okviru odeljenja i ministarstva, odnosi se na ponašanje vezano pravilima i propisima. Postoje nezavisne jedinice za nadzor koje kontrolišu i drže odeljenje odgovornim. To su nezavisne komisije i nezavisna tela.
4. Pravna odgovornost je najizrazitija, pa i najefikasnija odgovornost društva. Njena primena je u celoj istoriji vezana za državne organe i to, pre svega na posebne organe prinude. Ta činjenica, da država preko svojih organa utvrđuje pravnu odgovornost i primenjuje sankciju karakteriše odgovornost kao prinudnu i nametnutu. Pravna odgovornost vezana je za postojanje pravnog delikta. A pravni delikt postoji onda kada je prekršena neka važeća pravna norma. Pravna odgovornost za izraženi delikt povlači pravnu sankciju. Pravna sankcija za razliku od drugih vrsta sankcija predstavlja prinudnu meru koju preduzima prinudni organ.

## Primena i primeri u Srbiji
U Srbiji najveću političku odgovornost imaju predstavnici izvršne vlasti. To su predsednik države  i vlada, koju čine predsednik vlade (premijer) i ministri. Oni su nosioci najvažnijih funkcija u državi i kao takvi nemaju samo političku odgovornost, već i profesionalnu, ličnu i javnu. Predsednik države, kao centralna figura poverenje dobija od strane birača, dok vlada na početku svoga mandata poverenje dobija od Narodne skupštine, tj. neposredno. Dobijeno poverenje pre svega podrazumeva političku odgovornost. Sankcija za političku odgovornost biće smena vlasti od strane birača na izborima, kao i opoziv vlade u celini ili pojedinog ministra od strane skupštine. 
Predsednika države biraju građani putem neposrednih izbora. Ustav Republike Srbije predviđa vladu, kao nosioca izvršne vlasti u Srbiji. Iz ovoga možemo da zaključimo da je predsednik politički neodgovoran pred parlamentom iz razloga što politiku države vodi vlada. Odgovornost jedino ima prema javnom mnjenju, tj. biračima. 

## Druge definicije
Po Milivojeviću pojam odgovornost se koristi dvojako ka unutrašnjim stanju kada se neko oseća odgovornim za nešto kao i da označimo vrstu društvenog odnosa kada neko nekoga drži odgovornim za nešto.

## Literatura
1. dr Ljubiša Jovanović, Odgovornost i vrste odgovornosti u našem savremenom društvu
2. Nevena Jovanović, Politička odgovornost nosilaca izvršne vlasti u Srbiji
3. Oxford English Dictionary 2nd Ed.
4. Živković M.(2004): Pravna odgovornost za javnu reč , u Etika javne reči u medijima i politici, CLDS, Beograd
5. Ustav Republike Srbije, Službeni glasnik RS, br 98/2006.
6. Zakon o predsedniku Republike, Službeni glasnik RS, br. 111/2007.